# بن نایتهورس کمبل
بن نایتهورس کمبل (انگلیسی: Ben Nighthorse Campbell؛ ‏ تلفظ نام‌خانوادگی: ‎/ˈkæmbəl/‎) سناتور سابق عضو حزب دموکرات ایالات متحده آمریکا بود. وی در سال ۱۹۹۳ تا ۱۹۹۵ و ۱۹۹۵ تا ۲۰۰۵ میلادی سناتور ایالت کلرادو در سنای ایالات متحده آمریکا بود.